# آيريسكيو
تختص شركة iResQ بإدارة قواعد البيانات ونظم آر أي إس كيو ـ شركة ذات مسئولية محدودة ـ قائمة علي خدمات الإنترنت وقد تأسست في عام 1994 وتقع في أولاس كنساس. تقوم الشركة بتشخيص وتصليح مجموعة كبيرة متنوعة من منتجات آبل بدءا من الحاسبات الآلية المكتبية إلي آي بود وآي فون وبدأت الشركة حديثا في تقديم خدمات التصليح لأجهزة بلاي ستيشن بورتبل. تبيع الشركة أيضاً الاكسسوارات وقطع الغيار بالإضافة إلي تصليحها وتقديم خدمات التحديث.

## الخدمات
تقدم الشركة خدمات تشخيص وإصلاح أجهزة الآي بود والآي فون والآي باد والماك بوكس والماك بوك برو، والماك ميني، وبي اس بي. كما تقدم خدمات إعادة تدوير البطاريات كما أن الشركة موقع رسمي لجمع البطاريات القابلة لإعادة الشحن تبعا لبرنامج (دعوة لإعادة التدوير) الخاص بشركة إعادة تدوير البطاريات. كما تشتري شركة iResQ أجهزة الآي بود والآي فون والماك بورتابل وحاسبات ماك المكتبية المستعملة والمعطلة لاستخدامها كقطع غيار وللتجديد.
في عام 2008 كانت الشركة تعتبر مقدم خدمة مرخص من شركة أبل مما سمح لها بتشخيص المشكلات وإجراء الإصلاحات للعملاء ضمن برنامج الضمان الخاص بشركة أبل.
في فبراير 2009 أعلنت شركة iResQ شراكتها مع مصنع إعادة تدوير محلي يقوم بإعادة توزيع فائض الأجهزة الإلكترونية علي المنظمات الغير هادفة للربح. كما يقوم بمعالجة نفايات الكرتون والورق.

## الأسماء السابقة
كان اسم الشركة في الأصل (ماك وركس) في عام 1994 ثم تغير إلي (ريسك سيستمز) شركة ذات مسئولية محدودة في عام 2007. تم استخدام الأسماء التالية: (آي بود ريسك) و(باوربوك ريسك) و(إنك ريسك) و(باورماك ريسك) ليتم إطلاقها علي فروع الشركة المختلفة. في فبراير 2007 أعلنت الشركة الاسم الجديد iResQ الذي صاحبه تقديم خدمات إصلاح متنوعة في ظل علامة تجارية واحدة.

## أغنية الآي بود المعطل
حققت شركة iResQ بعض الشهرة بعد رعايتها لفيديو قام بعمله فنانين للكوميديا وصناع للأفلام علي شبكة الإنترنت وهما (ريت ولينك). نبعت الفكرة من مسابقة قام فيها أحد المعجبين بتقديم أغنية إلي برنامج يسأل المستمعين ماذا يفعلون بجهاز آي بود  معطل. انطلقت الأغنية في فبراير 2008  يظهر فيه الممثلة الكبيرة أ. جوستين لفترة قصيرة، وحصل هذا الفيديو علي أكثر من نصف مليون مشاهدة علي اليوتيوب منذ أبريل 2010.